# فرناندو سانتیس
فرناندو سانتیس (انگلیسی: Fernando Santís؛ زادهٔ ۱۰ ژانویهٔ ۱۹۵۸) بازیکن سابق فوتبال اهل شیلی است که در پست مهاجم بازی می‌کرد.
وی همچنین در تیم ملی فوتبال المپیک شیلی بازی کرده‌است.